# Kishuta
Kishuta (slovaque : Malá Huta) est un village et une commune du comitat de Borsod-Abaúj-Zemplén en Hongrie.